# 田中金峰
田中 金峰（たなか　きんぽう、弘化元年（1844年）- 文久二年（1862年））は江戸時代後期の儒者、医者、漢詩人。弘化元年甲辰、北久寶寺坊第三街に生まれた。　名は樂美、字は君安（きみやす）、金峰と號した、通称は右馬三郎。 姓は源、先祖は丹波の六田氏に出た。父は大坂の儒医である、名は顯美、字は君業、號は華城、通稱は内記。14歳で父の代講を務め,詩文にもすぐれた。文久二年壬戌６月２８日、19歳で死去。中寺街妙壽寺先塋の側に葬られる。没後に漢詩集『大阪繁昌詩』が父により刊行された。